# Polia
Polia – miejscowość i gmina we Włoszech, w regionie Kalabria, w prowincji Vibo Valentia.
Według danych na rok 2004 gminę zamieszkuje 1317 osób, 42,5 os./km².